# Etimología popular

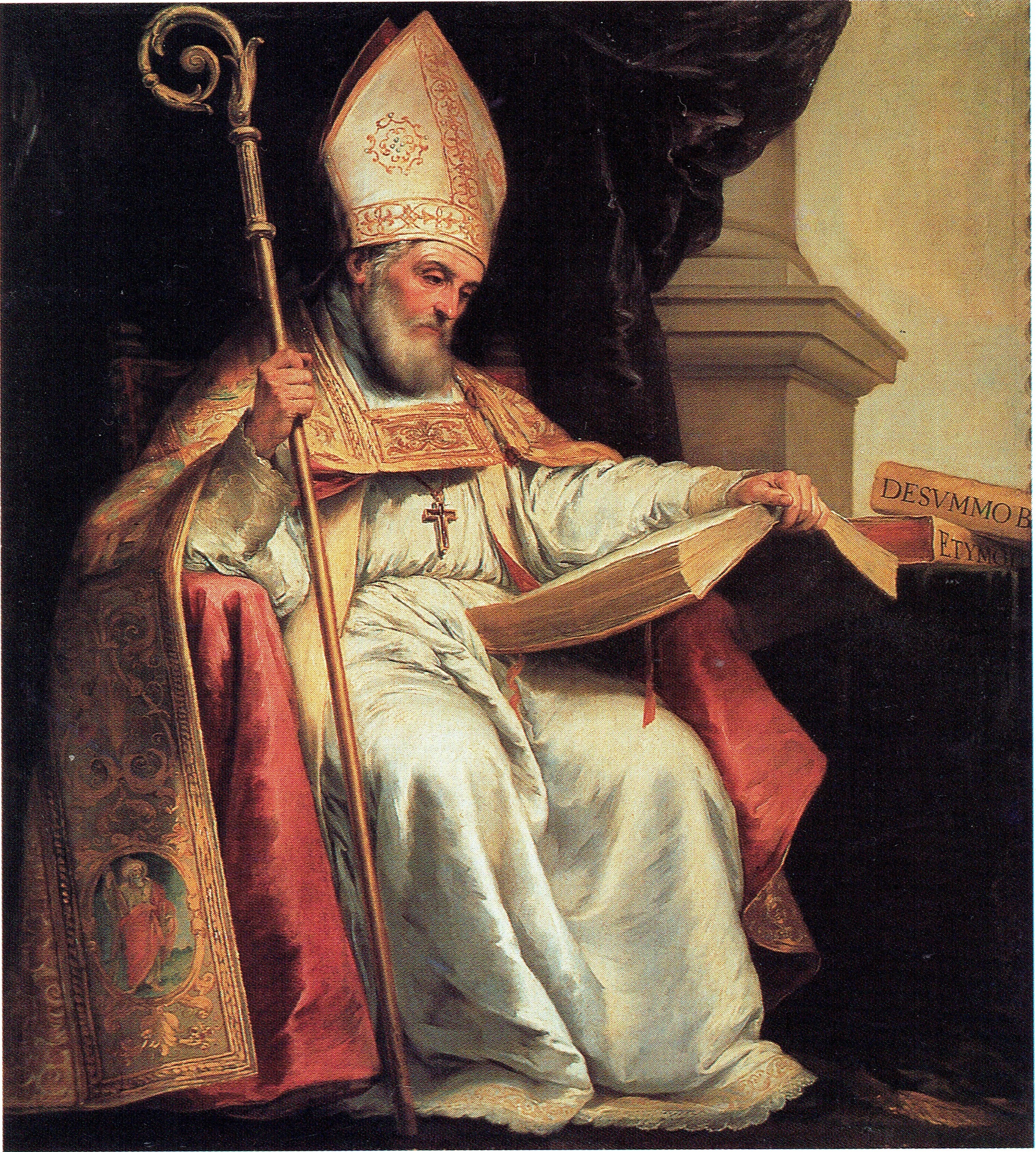
Isidoro de Sevilla, famoso por sus etimologías populares.

En lingüística, se denomina etimología popular, paretología, paretimología, etimología cruzada o etimología asociativa al método pseudocientífico de explicar los orígenes de las palabras que se basa fundamentalmente en creencias y tradiciones populares, utilizando las similitudes con voces parecidas u homófonas y así tratando de buscar las relaciones entre sus significados. Esta creación de significado se manifiesta, en general, o bien por un trastrueque semántico o bien por adaptación fonética de una palabra. En las lenguas naturales el fenómeno de reanálisis morfémico ha dado lugar a algunas etimologías populares.
Wilhelm Wundt, filósofo y psicólogo alemán, la definió en 1911 como una analogía fonético-semántica. Más tarde Leo Spitzer la denominó etimología espiritual o etimología metafísica, debida a la intuición repentina o sensación que experimenta el estilista respecto del nexo necesario y revelador que existe entre un detalle lingüístico recurrente y la estructura del conjunto de un texto, lo cual permitiría extraer la raíz psicológica de todos esos elementos aislados. También recibe el nombre de etimología evolutiva al considerarse la evolución natural del lenguaje y etimología sincrónica si por el contrario se estudia como un funcionamiento estático. Albert Dauzat en 1922 la describió como una
atracción homónima por su aparición por atracción paronímica y Joseph Vendryes en 1953 la denominó analogía verbal.
El Diccionario de la lengua española de la Real Academia Española da la siguiente definición para el término:

Interpretación espontánea que se da vulgarmente a una palabra relacionándola con otra de distinto origen. La relación así establecida puede originar cambios semánticos, por ejemplo, en altozano, o provocar deformaciones fonéticas, por ejemplo, en nigromancia.

## Historia
La etimología popular existía ya desde la Antigüedad clásica. Isidoro de Sevilla era famoso por sus etimologías populares, viene de él la siguiente cita como ejemplo:

...hunc vulgus catum a captura vocat, alii dicunt quod captat, id est, videt.
...El vulgo lo llama gato (catum) de ‘captura’, otros dicen que ‘capta’, esto es, ve.

En este ejemplo se muestra como Isidoro de Sevilla trató de explicar el origen de la palabra catus (gato), porque el gato «capta» y «captura» los ratones.

## Etimología popular e innovaciones léxicas
La expresión etimología popular también se aplica a las nuevas palabras creadas (por analogía) de esa manera, es decir, al reanálisis morfémico; el doctor Walther von Wartburg señaló que opera entre todos los hablantes, incluso en los de mayor cultura. En 1919 Jules Gilliéron (autor del Atlas lingüístico de Francia) la denominó etimología segunda, y en 1970 Yákov Malkiel la denominó falsa etimología o interferencia asociativa. Sin embargo, como explica Ferdinand de Saussure, la etimología popular no suele actuar más que en condiciones particulares y no afecta más que a palabras raras, técnicas o extranjeras, que los sujetos asimilan imperfectamente.

## Vías de aparición

### Etimología popular por atracción paronímica
El fenómeno que se produce por la tendencia a asociar a cada palabra un sentido determinado se denomina también paretimología, analogía léxica o atracción paronímica. Esta creación de significado se manifiesta, en general, o bien por trastrueque semántico o bien por adaptación fonética de la palabra.
Algunos ejemplos son:
- adversión, que proviene de aversión, porque fonéticamente se piensa en adverso;
- arrellenarse, que proviene de arrellanarse, porque fonéticamente se piensa en rellenar;
- atiforrarse, que proviene de atiborrarse, porque fonéticamente se piensa en forrarse;
- desinfestar, que proviene de desinfectar, porque fonéticamente se piensa en infestar;
- destornillarse, que proviene de desternillarse, porque fonéticamente se piensa en tornillo en lugar de en ternilla;
- eruptar en lugar de eructar, por contaminación de erupción (volcánica) en la que se produce un protrusión brusca de material o gas.
- esparatrapo, que proviene de esparadrapo, porque fonéticamente se piensa en trapo;
- grillarse, que proviene de guillarse, porque fonéticamente se piensa en grillo;
- ideosincrasia, que proviene de idiosincrasia, porque fonéticamente se piensa en idea y no en el prefijo griego idio-, 'propio';
- interperie, que proviene de intemperie, porque fonéticamente se piensa en el prefijo inter-, que aparece en palabras como intermedio;
- mondarina en lugar de mandarina, que la acción de quitarle la piel es "mondar" la fruta.
- pecunio, que proviene de peculio, porque fonéticamente se piensa en pecunia;
- preveer, que es una distorsión de prever, porque fonéticamente se piensa en proveer;
- resguarecer, que es una distorsión de guarecer, porque fonéticamente se piensa en resguardar;
- vagamundo por vagabundo, porque fonéticamente se piensa en mundo, sin caer en la cuenta de que se trata del sufijo –bundo, que aparece en palabras como meditabundo.

### Etimología popular por cambio fonético
Otro método es el cambio fonético esporádico, fenómeno lingüístico que no puede encuadrarse dentro de ningún sistema ya que el cambio fonético no parece obedecer a una regla determinada.
A veces un cambio fonético no esporádico también oscurece una expresión así la expresión castellana montar un poyo 'exhibir a alguien, acusarlo' de poyo 'altillo' (< latín PŌDIŬM) es frecuentemente relacionada con las aves pollo (< latín PŬLLŬS), ya que poyo es una palabra en desuso mientras que pollo (originalmente /poʎo/ es actualmente homófona con poyo [poʝo] 'altillo', debido al yeísmo /ʎ/ > /ʝ/).

### Etimología popular por analogía semántica
La analogía semántica es un fenómeno que se produce por la tendencia a asociar una palabra a un significado análogo. Un ejemplo lo constituye el término artístico "miniatura", que proviene del italiano miniatura y significa literalmente pequeña pintura hecha con "minio", pues deriva de "miniatulus", diminutivo de "miniatus", en origen "hecho con minio", pasando después a 'pintura de pequeñas dimensiones, realizada generalmente sobre vitela u otra superficie delicada', y ha generalizado su significado pues hoy día designa cualquier objeto de reducidas dimensiones.